# Orthogeomys hispidus
La tuza crespa (Orthogeomys hispidus) es una especie de roedor de la familia Geomyidae. Se encuentra en Belice, Guatemala, Honduras y México. Se reproduce desde las tierras bajas a nivel de mar hasta una altitud de 2400 m s. n. m. (metros sobre el nivel del mar). Tiende a habitar ya sea en claros de bosque, regiones arenosas, litorales y zonas agrícolas con suelo bien drenado. Es mayoritariamente nocturno, pero a veces se alimenta durante el día.